# Bibliothek Can Torró
Die Biblioteca Can Torró ist eine öffentliche Bibliothek in Alcúdia auf Mallorca. Sie wurde im Jahr 1990 in einer Partnerschaft zwischen der Kommune und der Bertelsmann Stiftung eröffnet. Als Vorbild diente die Stadtbibliothek Gütersloh. Seit 1997 ist die Stadt Alcúdia alleinige Trägerin der Bibliothek.

## Geschichte
Ende der 1970er-Jahre begannen in Gütersloh die Planungen für eine moderne Stadtbibliothek mit einem dreiteiligen Aufbau. Hierbei arbeitete die Stadt mit der Bertelsmann Stiftung zusammen, die das Vorhaben konzeptionell, finanziell und organisatorisch unterstützte und bis heute Minderheitsgesellschafterin ist. 1984 wurde die neue Stadtbibliothek Gütersloh schließlich eröffnet.
In den 1980er-Jahren gab es ähnliche Überlegungen auch in Alcúdia, einer mittelgroßen Gemeinde im Norden der spanischen Mittelmeerinsel Mallorca. Liz und Reinhard Mohn, die der Urlaubsregion seit vielen Jahren privat verbunden waren, unterstützten das Projekt. Die Bibliothek sollte ein Kultur- und Kommunikationszentrum in der Gemeinde werden. Eine Hauptaufgabe der bibliothekarischen Arbeit war die Leseförderung. Die Bertelsmann Stiftung investierte rund eine Million Euro in den Aufbau der Bibliothek.
Als Gebäude diente eine Villa aus dem 14. Jahrhundert, die aufwendig umgebaut wurde. Im Mai 1990 öffnete die Biblioteca Can Torró ihre Türen und entwickelte sich zu einem kulturellen Zentrum der Gemeinde. Bereits nach einem Jahr liehen 25 Prozent der Bürger Medien aus, monatlich wurden durchschnittlich 3700 Besuche gezählt. 1997 übernahm die Stadtverwaltung von Alcúdia die alleinige Verantwortung für die Biblioteca Can Torró. Anlass war eine Gesetzesänderung, die den Betrieb durch eine Stiftung erschwerte.
2009 erfuhr die Biblioteca Can Torró ihre bis heute größte Erweiterung. Mit Errichtung eines zweiten Standorts in Port d’Alcúdia wurde Bewohnern der an Alcúdia angrenzenden Hafenstadt der Zugriff auf die Medien und Dienstleistungen der Bibliothek ermöglicht.

## Stiftung
Trägerin der Biblioteca Can Torró ist die 1989 errichtete Fundació Biblioteca Can Torró, eine Stiftung nach spanischem Recht. Sie ist als gemeinnützig anerkannt und finanziert sich im Wesentlichen aus Spenden und anderen Zuwendungen, auch aus der öffentlichen Hand.
Die Erkenntnisse aus dem Aufbau der Biblioteca Can Torró wurden in Projekten der Fundación Bertelsmann genutzt, die moderne Verwaltungs- und Leitungsstrukturen in anderen spanischen Bibliotheken umsetzen wollte. Die Fundación Bertelsmann ist eine 1995 errichtete Tochterstiftung der Bertelsmann Stiftung.